# الیناو
الیناو (به لاتین: Alinowo) یک منطقهٔ مسکونی در لهستان است که در Gmina Kleczew واقع شده‌است.

## خصوصیات
الیناو ۹۰ نفر جمعیت دارد.